# كرايغ داهل (لاعب هوكي الجليد)
كرايغ داهل (بالإنجليزية: Craig Dahl)‏ هو لاعب هوكي الجليد أمريكي، ولد في 28 يناير 1953 في ألبرت ليا في الولايات المتحدة.

## وصلات خارجية
- كرايغ داهل على موقع HockeyDB.com (الإنجليزية)